# Peter Tosh
Peter Tosh (Kingston, Jamaica, 1944. október 19. – Kingston, 1987. szeptember 11.) a Wailing Wailers zenekar gitárosa, úttörő reggae-zenész és a rasztamozgalom előfutára. Winston Hubert McIntosh néven született és a jamaicai főváros, Kingston Trenchtown nevű nyomornegyedében nőtt fel.
Hirtelen természete miatt gyakran keveredett bajba és Stepping Razor becenevet kapta Joe Higgs dala után, aki mentora is  volt. 
Fiatalon énekelni és gitározni kezdett, ihletét az amerikai rádiókból merítette.
Mesés szóló- és Wailers zenekari karrierjének brutális halála vetett véget, mikor 1987-ben otthonában meggyilkolták.
Bár a hivatalos álláspont szerint rablás áldozata lett, sokak szerint más szándékkal ölték meg, mivel semmit nem vittek el a házából. Halálának hátterében állhat az a dolog, miszerint Tosh egy új rádióadót akart elindítani Jamaicán, a Rasta Reggae Radio-t, mely minden bizonnyal nagy hallgatóságot vont volna el a többi csatornától. E mellett dalszövegeiben és interjúiban is felemelte szavát a szegénység, a politikai elnyomás és az igazságosság témákban, tehát nem kizárt, hogy meggyilkolásának politikai kiindulópontja is lehetett.

## Lemezek

### Albumok
- Legalize It (1976)
- Live and Dangerous (1976)
- Equal Rights (1977)
- Bush Doctor (1978)
- Mystic Man (1979)
- Wanted Dread And Alive (1981)
- Mama Africa (1983)
- Captured Live (1984)
- No Nuclear War (1987)
- The Best of Peter Tosh – Dread Don't Die (1996)

### Válogatás
- Collection Gold (1994)
- The Toughest (1996)
- Honorary Citizen (1997)
- Scrolls Of The Prophet: The Best of Peter Tosh (1999)
- Arise Black Man (1999)
- The Essential Peter Tosh – the Columbia Years (2003)